# Rire et Châtiment
Pour plus de détails, voir Fiche technique et Distribution.
Rire et Châtiment est un film français réalisé par Isabelle Doval, sorti en 2003.

## Synopsis
Vincent, ostéopathe, atteint d'un trouble de la personnalité histrionique, épuise Camille qui décide de le quitter. Une catastrophe n'arrivant jamais seule, Vincent découvre le soir même que ses facéties peuvent parfois déclencher de véritable drames. Tiraillé entre sa nature hilarante et sa sensibilité soigneusement enfouie, Vincent va devoir dompter son humour pour gagner son bonheur.

## Fiche technique
- Titre : Rire et Châtiment
- Réalisation : Isabelle Doval
- Scénario : Olivier Dague, Isabelle Doval et Jean-François Halin
- Photographie : Denis Rouden
- Musique : Alexandre Desplat
- Son : Kamal Ouazene
- Montage : Bénédicte Teiger
- Création des décors : Olivier Raoux
- Décorateur : Cecile Vatelot
- Infographie : Damien Jeanne dit Fouque
- Costumes : Cécile Cotten
- Casting  : Stéphane Foenkinos
- Direction artistique : Stéphane Cressend
- Production :
  - Producteur : Michel Propper
  - Coproducteur : Alain Mamou-Mani
  - Producteurs associés : Philippe Cam, Bachar Kouatly, Zwi Limon, Jean-Manuel Rozan, Luc Besson (non-crédité) et Pierre-Ange Le Pogam (non-crédité)
- Société de production : MP Productions, EuropaCorp, France 2 Cinéma, M6 Films, Procirep et Canal+
- Société de distribution : EuropaCorp Distribution (France)
- Pays d'origine :  France
- Langues : français, russe
- Genre : comédie romantique
- Durée : 94 minutes
- Dates de sortie :
  - France : 3 janvier 2003 (Rendez-vous du cinéma français à Paris) ; 22 janvier 2003 (nationale)

## Bande originale
(source : générique)
- San Francisco - Maxime Le Forestier
- L'Amérique - Joe Dassin
- Ma Baker - Boney M

## Autour du film
- Isabelle Doval a été à la ville l'épouse de José Garcia jusqu'en 2021.
- Le titre du film fait référence au roman de Fiodor Dostoïevski Crime et Châtiment .
- Pascal Gentil, vice-champion du monde de taekwondo, fait une courte apparition dans la première séquence du film, lorsque Vincent soigne ses patients en faisant des blagues.
- Lorsque José Garcia prend le taxi pour suivre son ancienne petite amie, c'est Renaud Rutten, connu pour sa célèbre interprétation de « la blague de l'ours bleu » reprise par José Garcia quelques minutes plus tôt, qui conduit ce dernier.
- Plusieurs scènes du film sont tournées dans le square Aristide-Cavaillé-Coll, et dans la rue Bossuet, autour de l'église Saint-Vincent-de-Paul de Paris.